# Norte de la Bahía (área de la Bahía de San Francisco)

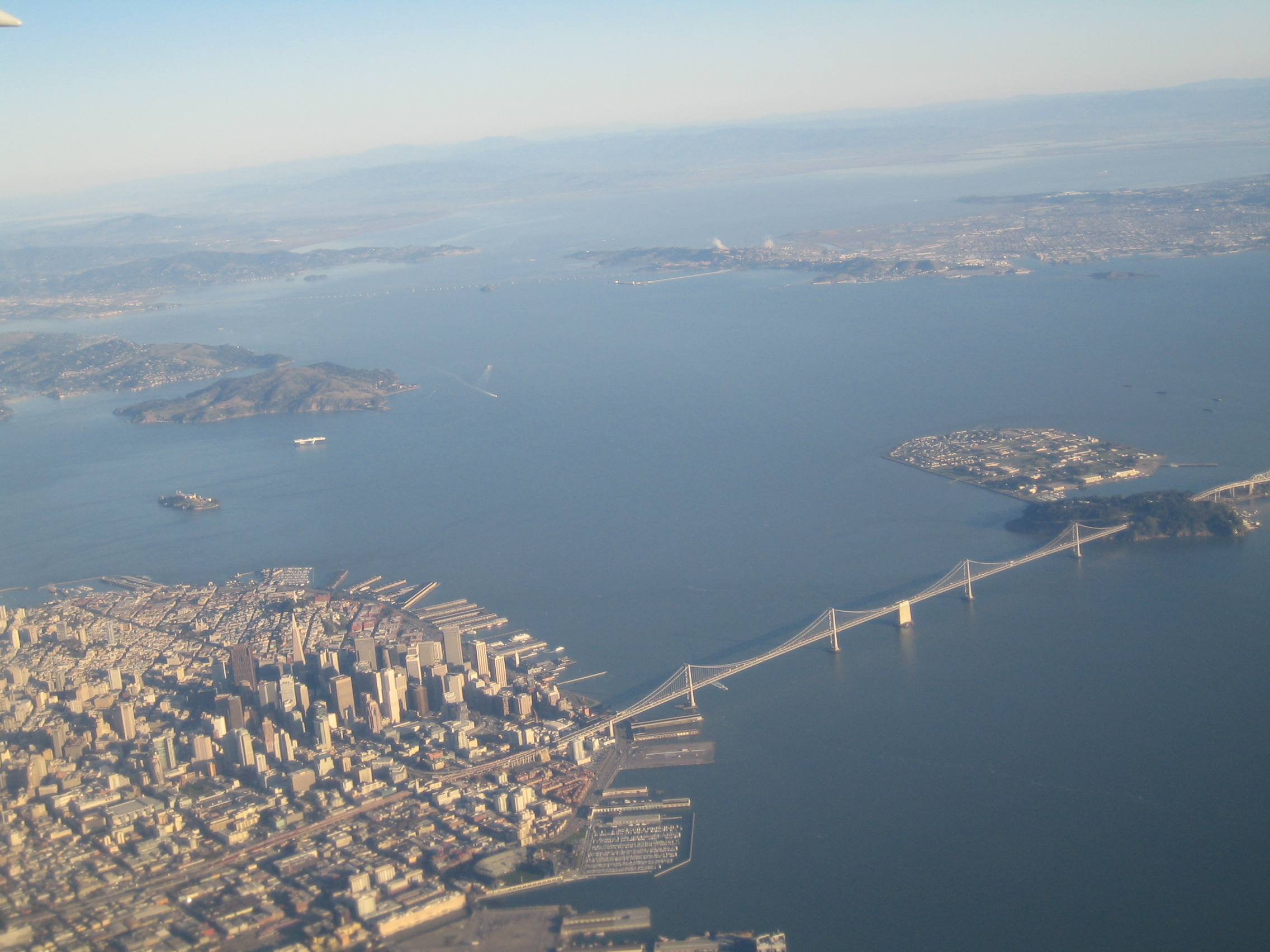
San Francisco se encuentra en la foto con la panorámica hacia el Norte de la Bahía.

El Norte de la Bahía es una subregión del Área de la Bahía de San Francisco, en California, Estados Unidos.

## Composición
Es de lejos la menos poblada y menos urbanizada de la parte del Área de la Bahía. Se compone del Condado de Marin, Condado de Sonoma, Condado de Napa y el Condado de Solano. Es, excepcionalmente para un área metropolitana importante, aún en el carácter altamente agrícola. La fama internacional del vino de California (principalmente consistentes en zonas de cultivo en el Condado de Sonoma y Valle de Napa) se encuentra en el Norte de la Bahía. La región más grande de la ciudad, Santa Rosa, se encuentra en la llanura de Santa Rosa en el corazón del Condado de Sonoma. Históricamente, la zona es también conocida por la cría de ganado. Aunque el crecimiento de la industria del vino ha ido en filo, todavía es común ver vacas que pastan en las laderas del Condado de Sonoma, en particular. Solano es la notable excepción a este patrón, con desarrollo exuburbano se producen a un ritmo rápido en los antiguos pastizales que rodean Vacaville y Fairfield. El crecimiento de estas dos ciudades es en gran medida una función de su proximidad tanto a San Francisco y Sacramento, aunque algunos residentes del Norte de la Bahía conmutan todo el camino a los condados del Condado de San Mateo o el Condado de Santa Clara.

## Grandes ciudades

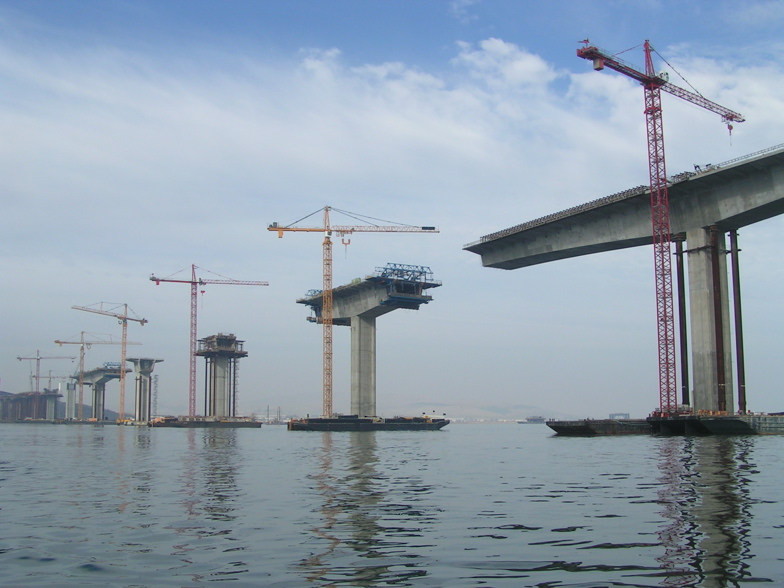
El nuevo puente de Benicia-Martinez todavía en construcción. El nuevo puente conecta con el I-680 al norte en Martinez hacia el I-680 al norte en Benicia, y el I-80 en Fairfield.

La ciudad más grande del Norte de la Bahía es Santa Rosa. Otras ciudades importantes son:
- Fairfield
- Napa
- Novato
- Petaluma
- San Rafael
- Vacaville
- Vallejo

- Datos: Q3271661